# 阿波羅歌劇院

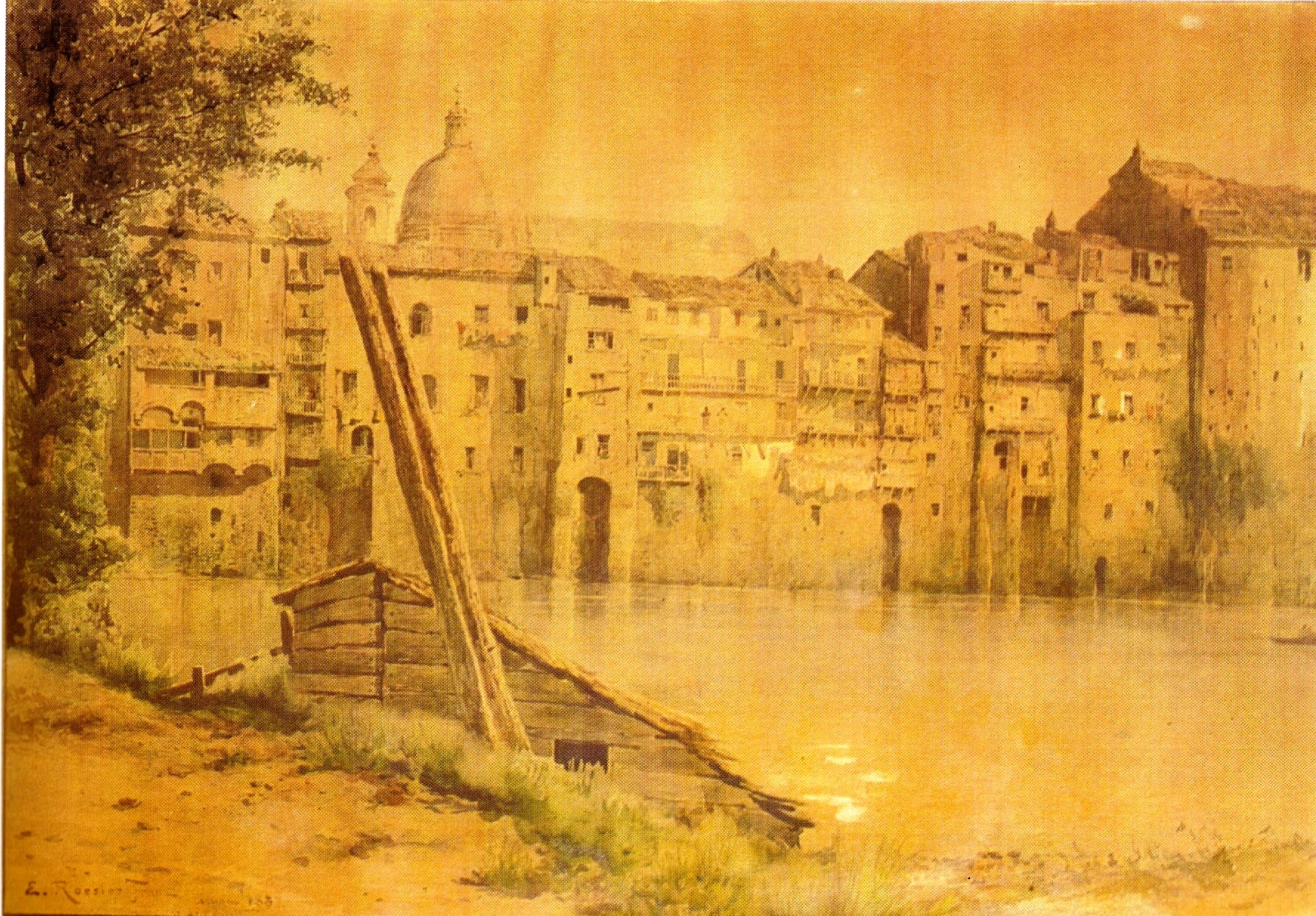
Houses in Tor di Nona c. 1880, watercolour by Ettore Roesler Franz

阿波羅歌劇院（義大利語：Teatro Apollo）是位於羅馬龐特分區附近的一處歌劇院，其位於念珠商街和台伯河間的城市歷史中心之重要地帶，同時也是該城市最重要的劇院之一。

## 外部連結
- Roma Sotterranea: Fountain of Tor di Nona （页面存档备份，存于）
- Rome's Historical Districts: Rione V
- Sir John Soane's Museum, Concise Catalogue of Drawings